# Hinterlândia
A retroterra ou hinterlândia (do alemão Hinterland) literalmente significa a 'terra de trás' (de uma cidade ou porto). Em alemão, a palavra também se refere à parte menos desenvolvida de um país - menos dotada de infraestrutura e menos densamente povoada, sendo também sinônimo de sertão ou interior.
Em geografia urbana, retroterra corresponde a uma área geográfica (que pode se tratar de um município ou um conjunto de municípios) servida por um porto e a este conectada por uma rede de transportes, através da qual recebe e envia mercadorias ou passageiros (do porto ou para o porto). Trata-se, portanto, da área de influência de uma cidade portuária que, por concentrar significativa atividade económica, pode engendrar uma rede urbana, constituída por centros urbanos menores. Posteriormente, o conceito passou a ser utilizado também no caso de cidades não portuárias que são "cabeças-de-rede".
Por analogia, o termo pode ser aplicado à área que circunda um centro de comércio ou serviços e da qual provêm os clientes. O conceito foi também aplicado à área ao redor de ex-colónias europeias na África, que, apesar de não serem parte da colónia, eram por ela influenciadas.[carece de fontes?]